# Charles Fellows
Sir Charles Fellows (født 1799 i Nottingham, død 8. november 1860 sammesteds) var en engelsk oldgransker og rejsende.
Fellows opdagede 1827 en ny vej op til toppen af Mont Blanc, berejste fra 1832 Italien, Grækenland og Lilleasien, hvor han i Lykien gjorde store opdagelser af mindesmærker, der var helt ukendte i Europa, og som stammer dels fra tiden før landets erobring af perserne, dels fra persertiden. Her foretog han 1838 især udgravninger ved det gamle Xanthos, hvor han blandt andet opdagede en oldgræsk gravbygning fra omtrent 550 f. Kr., den såkaldte Harpy-grav, som det lykkedes ham at bringe til British Museum. Den engelske regering sendte ham derefter 1841 i spidsen for en videnskabelig ekspedition til Lykien, hvorfra han 1846 hjembragte blandt andet to mærkelige lykiske gravbygninger (nu i Mausoleum Room i British Museum). På begge læses indskrifter i lykisk skrift. Fellows har beskrevet sine opdagelser i flere værker: Journal during an excursion in Asia Minor (1839; 2. udgave 1852); Account of discoveries in Lycia (1842); The Xanthian marbles (1843); Inscribed Monuments at Xanthus (1843), Lycia, Caria, Lydia, illustrated by G. Scharf (1847); Jonic Trophy Monument excavated at Xanthus (1848); Coins of Ancient Lycia before Alexander (1855).